# Шофроня (комуна)
Шофроня (рум. Șofronea) — комуна у повіті Арад в Румунії. До складу комуни входять такі села (дані про населення за 2002 рік):
- Синпаул (611 осіб)
- Шофроня (1955 осіб) — адміністративний центр комуни

Комуна розташована на відстані 425 км на північний захід від Бухареста, 12 км на північ від Арада, 58 км на північ від Тімішоари.

## Населення
За даними перепису населення 2002 року у комуні проживали 2566 осіб.
Національний склад населення комуни:
| Національність   | Кількість осіб | Відсоток |
| ---------------- | -------------- | -------- |
| румуни           | 1642           | 64,0%    |
| угорці           | 900            | 35,1%    |
| німці            | 12             | 0,5%     |
| українці         | 8              | 0,3%     |
| греки            | 3              | 0,1%     |
| росіяни-липовани | 1              | < 0,1%   |

Рідною мовою назвали:
| Мова       | Кількість осіб | Відсоток |
| ---------- | -------------- | -------- |
| румунська  | 1664           | 64,8%    |
| угорська   | 888            | 34,6%    |
| українська | 8              | 0,3%     |
| німецька   | 6              | 0,2%     |

Склад населення комуни за віросповіданням:
| Релігія                                       | Кількість осіб | Відсоток |
| --------------------------------------------- | -------------- | -------- |
| православні                                   | 1368           | 53,3%    |
| римо-католики                                 | 882            | 34,4%    |
| баптисти                                      | 126            | 4,9%     |
| адвентисти                                    | 105            | 4,1%     |
| реформати                                     | 36             | 1,4%     |
| старообрядці                                  | 21             | 0,8%     |
| п'ятдесятники                                 | 16             | 0,6%     |
| греко-католики                                | 6              | 0,2%     |
| атеїсти                                       | 3              | 0,1%     |
| лютерани (Синодально-пресвітеріанська церква) | 2              | 0,1%     |
| не релігійні                                  | 1              | < 0,1%   |